# Erythronium hendersonii
Erythronium hendersonii là một loài thực vật có hoa trong họ Liliaceae. Loài này được S.Watson miêu tả khoa học đầu tiên năm 1887.